# 胡頹子粉蝨
胡頹子粉蝨（学名：Singhiella elaeagni）为粉蝨科迷粉蝨屬下的一个种。